# مارتين بايرو
مارتين بايرو (مواليد 11 سبتمبر 1998) هو لاعب كرة قدم أرجنتيني يلعب في مركز خط الوسط في نادي ميدلزبره.

## روابط خارجية
- مارتين بايرو على موقع قاعدة بيانات كرة القدم.إي يو (الإنجليزية)
- مارتين بايرو على موقع Soccerbase.com (لاعب) (الإنجليزية)
- مارتين بايرو على موقع Soccerway.com (الإنجليزية)
- مارتين بايرو على موقع عالم كرة القدم.نت (الإنجليزية)
- مارتين بايرو على موقع أوليمبيديا (الإنجليزية)